# Apanteles diocles
Apanteles diocles är en stekelart som beskrevs av Nixon 1965. Apanteles diocles ingår i släktet Apanteles och familjen bracksteklar. Inga underarter finns listade i Catalogue of Life.